# Ясенова (река)
Ясенова — река в Суражском районе Брянской области России, правый приток реки Витава. Высота устья 152 м

## География
Начинается в озере между упразднённым посёлком Бруев и деревней Садовая. От истока течёт преимущественно на запад и юго-запад. Протекает через деревню Вьюково, разделяя деревню надвое. Впадает в Витаву в 0,5 км западнее Вьюково. Ширина водоохранных зон р. Ясенова 50 метров. В 0,15 км к востоку от деревни, на правом берегу находится выявленный объект культурного наследия — селище «Вьюков».

## Гидрология
Гидрологический режим реки Ясенова, как и других рек Дегтярёвского сельского поселения, характеризуется высоким весенним половодьем, относительно низкой летней меженью, периодическими летними и осенними паводками. В осенний период обычно наблюдается несколько повышенная водность, вызванная меньшим испарением при большем, по отношению к летнему периоду, количестве осадков. Питание в основном талыми снеговыми водами, на 15-20 % — дождевыми и грунтовыми. Весенний подъём уровня воды начинается за несколько дней до вскрытия. Средние сроки начала весеннего подъёма уровня приходятся на конец марта. Заканчивается половодье в первой половине мая. Продолжительность его колеблется от 25-44 дней. Интенсивность подъёма уровня воды в годы с высоким половодьем составляет 10-50 см, при низком — 5-20 см/сутки.